# Batrachoseps major
Batrachoseps major (tên tiếng Anh: Garden Slender Salamander) là một loài kỳ giông trong họ Plethodontidae. Nó được tìm thấy ở miền bắc Baja California ở México và miền nam California ở Hoa Kỳ.